# Michael Müller (Fußballspieler, 1944)
Michael Müller (* 28. Oktober 1944) ist ein ehemaliger deutscher Fußballspieler.

## Sportlicher Werdegang
Müller spielte für Wacker 04 Berlin und trat für den Klub nach deren Einführung als zweithöchster Spielklasse in der Regionalliga Berlin an. Dabei war der Mittelfeldspieler eine der Stützen, als sich der Klub in der zweiten Hälfte der 1960er Jahre hinter Hertha BSC, Tennis Borussia Berlin und SC Tasmania 1900 Berlin neben dem Spandauer SV und Hertha Zehlendorf im vorderen Mittelfeld der Berliner Meisterschaft etablierte. In der Spielzeit 1970/71 erreichte er erstmals mit der Mannschaft als Vizemeister hinter Tasmania die Aufstiegsrunde zur Bundesliga, blieb mit nur einem Sieg in acht Spielen dort aber chancenlos. Auch in den folgenden Jahren wiederholte sich das Bild: Müller trat mit dem Klub − teilweise auch als Berliner Meister − regelmäßig in der Aufstiegsrunde an, verpasste aber den Sprung in die Erstklassigkeit.
Bei Einführung der 2. Bundesliga 1974 hatte Müller mit der Mannschaft um Ingo Krüger, Reinhardt Lindner und Horst Lunenburg als Gruppenvierter der Aufstiegsrunde erneut die Bundesliga verpasst, war aber neben TeBe als Berliner Vertreter für die neue Spielklasse qualifiziert. Auch hier war er unumstrittener Stammspieler, ehe er am 14. Dezember 1974 bei der 0:2-Auswärtsniederlage bei Borussia Dortmund des Feldes verwiesen wurde und zwei Spiele gesperrt war. Anschließend kehrte er wieder in die Startformation zurück und blieb dort unter Trainer Peter Velhorn sowie den Nachfolgern Hans-Joachim Altendorff, Željko Čajkovski, Georg Gawliczek und Klaus Basikow, als der Klub regelmäßig gegen den Abstieg spielte. Am Ende der Spielzeit 1976/77 stieg die Mannschaft sportlich ab, hätte aber aufgrund des Lizenzentzugs für den Bonner SC in der Nordstaffel bleiben können. Der Klub verzichtete jedoch und trat in der Oberliga Berlin an. In der Spielzeit 1977/78 übernahm er nach dem Weggang Basikows, der vom Zweitligisten TeBe abgeworben worden war, an den letzten beiden Hinrundenspieltagen interimistisch das Traineramt. Unter Peter Berg gelang die Berliner Meisterschaft und in der Aufstiegsrunde vor dem punktgleichen Konkurrenten Holstein Kiel und einen Punkt vor dem OSV Hannover mit einer Tordifferenz von +2 der direkte Wiederaufstieg. Unter Trainerrückkehrer Basikow war die Mannschaft in der Zweitligasaison 1978/79 sportlich chancenlos, verpasste aber aufgrund der Lizenzentzüge für Westfalia Herne und den FC St. Pauli nur um einen Punkt den Klassenerhalt hinter dem ebenso abgeschlagenen Rot-Weiß Lüdenscheid − der Tabellendrittletzte VfL Osnabrück hatte acht Punkte Vorsprung. Anschließend lief er noch für den Klub in der Berliner Oberliga auf, im Wettbewerb um den Berliner Landespokal 1979/80 führte er die Mannschaft im 1:6 gegen BFC Preußen verlorenen Endspiel als Mannschaftskapitän aufs Spielfeld. 
Mit 137 Spielen in der 2. Bundesliga ist Müller vor Peter Bien (135 Spiele) Rekordspieler von Wacker 04 Berlin in dieser Spielklasse.